# Paralucia aenea
Paralucia aenea är en fjärilsart som beskrevs av William Henry Miskin 1890. Paralucia aenea ingår i släktet Paralucia och familjen juvelvingar. Inga underarter finns listade i Catalogue of Life.